# Roseč
Roseč (deutsch Rosetsch) ist eine Gemeinde in Tschechien. Sie liegt sieben Kilometer westlich von Jindřichův Hradec und gehört zum Okres Jindřichův Hradec.

## Geographie
Roseč befindet sich in der Kardašořečická pahorkatina am Rande des Wittingauer Beckens. Westlich liegt der große Teich Holná.
Nachbarorte sind Ratiboř im Norden, Matná im Nordosten, Buk im Osten, Políkno im Südosten, Stajka und Hatín im Süden, Jemčina im Südwesten, Evženovo Údolí im Westen sowie Mnich im Nordwesten.

## Geschichte
Roseč entstand während der Herrschaft des Witigonen Heinrich I. von Neuhaus, der für die Jahre 1220 bis 1237 belegt ist. Er berief die Deutschordensritter nach Neuhaus und beauftragte sie, die Gegend zu kolonisieren. Erstmals urkundlich erwähnt wurde das am alten Weitraer Steig gelegene Dorf im Jahre 1367. Während der Herrschaft des Joachim von Neuhaus entstand 1551 ein neuer Kirchenbau, der 1743 bei dem Brand zerstört wurde. Das Gotteshaus wurde wieder errichtet und war bis zum Ende des 18. Jahrhunderts eine Filiale von Stráž. Zwischen 1791 und 1794 erfolgte ein Umbau, danach wurde die Kirche zur Pfarrkirche erhoben. Eingepfarrt waren die Dörfer Políkno, Stajka, Hatín, Polště, Ratiboř und Jemčina. 1658 wurde das Ortswappen durch Ferdinand Wilhelm Slawata verliehen. Im Ende des 18. Jahrhunderts lebten in dem Dorf 387 Menschen.
1976 wurde Roseč zusammen mit Ratiboř nach Hatín eingemeindet. Seit dem 1. Juli 1990 bildet Roseč wieder eine Gemeinde. Jedes Jahr am 26. Juli, dem Namenstag der Hl. Anna, findet eine Wallfahrt statt.

## Gemeindegliederung
Für die Gemeinde Roseč sind keine Ortsteile ausgewiesen.

## Sehenswürdigkeiten
- Kirche St. Simon und Juda, Renaissancebau aus dem Jahre 1551
- Statue St. Johannes, aufgestellt 1722
- Bauernhaus in Holzbauweise aus dem 18. Jahrhundert
- Teich Holná mit 220 ha Wasserfläche und darin befindlicher Insel Naxos